# Eria erythrosticta
Eria erythrosticta är en orkidéart som beskrevs av Henry Nicholas Ridley. Eria erythrosticta ingår i släktet Eria och familjen orkidéer. Inga underarter finns listade i Catalogue of Life.